# Anna Cataldi
Anna Margherita Cataldi (Torino, 14 novembre 1939 – 1º settembre 2021) è stata una giornalista, scrittrice e produttrice cinematografica italiana, impegnata per tanti anni in iniziative umanitarie. È nota per essere stata produttrice esecutiva del film La mia Africa,, ambasciatrice di buona volontà per l'Organizzazione Mondiale della Sanità (OMS) e uno dei messaggeri di pace delle Nazioni Unite, una posizione che ha mantenuto tra il 1998 e il 2006.

## Biografia
Anna Cataldi, torinese, ha frequentato il liceo artistico di Torino e poi il Politecnico di Torino, dove ha studiato presso la facoltà di architettura.

### Sulle orme di Karen Blixen
A partire dal 1981, Anna Cataldi ha viaggiato in Danimarca e Kenya per ricercare la vita della scrittrice Karen Blixen. Questo progetto è durato tre anni, al termine dei quali ha scritto un saggio originale per un film basato sul libro di memorie di Blixen, La mia Africa pubblicato usando lo pseudonimo Isak Dinesen. Nel 1984, la Columbia Pictures acquistò il lavoro della Cataldi che nel 1985 fu produttrice associata  per il film vincitore dell'Oscar La mia Africa, diretto da Sydney Pollack e interpretato da Meryl Streep e Robert Redford.

### Lavoro umanitario

#### Somalia
Nel settembre 1992, Anna Cataldi ha fatto la sua prima missione umanitaria con la sua amica, attrice e ambasciatrice di buona volontà dell'UNICEF Audrey Hepburn. Insieme si recarono in Somalia, che soffriva di una grave siccità. La prima di molte missioni umanitarie di Cataldi e l'ultima della Hepburn che morì all'inizio dell'anno successivo.

#### Sarajevo
Dopo essere tornata dalla Somalia, Cataldi ottenne un incarico dalla rivista italiana Panorama come corrispondente di guerra da Sarajevo, che all'epoca era sotto assedio. Dopo aver riferito sugli eventi del 1992, è stata nominata Consulente Internazionale per i Media dell'UNICEF, una posizione che ha ricoperto tra il 1993 e il 1994, durante la quale si è recata a Sarajevo diverse volte.

#### Messaggera di Pace
Nel 1998, il neo-nominato Segretario Generale delle Nazioni Unite Kofi Annan ha reso la Cataldi uno dei dieci messaggeri di pace originali delle Nazioni Unite. Annan ha presentato i messaggeri di pace appena nominati dicendo: "Sono individui che possiedono talenti ampiamente riconosciuti nel campo delle arti, della letteratura, della musica e dello sport, che hanno accettato di contribuire a focalizzare l'attenzione mondiale sul lavoro delle Nazioni Unite". In questo ruolo di ambasciatrice ha viaggiato in missione in Ruanda, Burundi, Kenya, Sudan, Zambia, Afghanistan e Angola. Cataldi si è dimessa dall'incarico nel 2006 dopo che Kofi Annan ha lasciato la sua posizione di Segretario Generale.

#### Organizzazione Mondiale della Sanità
Nel 2007 Cataldi diventa Goodwill Ambassador per l'Organizzazione Mondiale della Sanità nel programma Stop TB. Per sensibilizzare sulla difficile situazione della tubercolosi, Cataldi si recò in Afghanistan, Pakistan, Angola, Zambia, Sudafrica, Algeria, Marocco e Giordania durante il suo periodo come ambasciatrice. Ha lasciato l'Organizzazione Mondiale della Sanità e le Nazioni Unite nel 2011.

#### ECRE
Dopo aver lasciato le Nazioni Unite, Cataldi è stata nominata Ambasciatrice di buona volontà per il Consiglio europeo per i rifugiati e gli esuli, noto come ECRE. Nell'arco di due anni ha viaggiato in Ungheria, Malta, Tunisia e Libia. Durante questo periodo e dopo il 2012, quando ha lasciato ECRE, Cataldi è stata sempre più coinvolta nella questione dei rifugiati, così come il destino dei Paesi che si stavano riprendendo dalla primavera araba. Si è infatti recata in Tunisia nel 2015 per riferire sulla situazione politica per la rivista italiana F. Lì, ha intervistato diverse donne di spicco, alcune delle quali facevano parte del Quartetto per il dialogo nazionale tunisino, che in seguito ha vinto il Premio Nobel per la pace.

#### Progetto Crimini di Guerra
Cataldi è stata anche uno dei fondatori del Crimes of War Project, insieme ad altri cinque tra cui il precedente procuratore capo a Guantanamo Bay, il colonnello Morris Davis. Per più di dieci anni Cataldi è stata coinvolta nella promozione del progetto (ed è stata anche membro del consiglio di amministrazione) che è "dedicato alla sensibilizzazione dell'opinione pubblica sulle leggi di guerra e sulla loro applicazione a situazioni di conflitto armato".

#### Periodici e giornali
Anna Cataldi ha contribuito ai seguenti giornali e riviste durante la sua carriera giornalistica: El País, Panorama,Epoca, La Repubblica, L'Espresso, La Stampa, La Règle du Jeu, The Nation, Rolling Stone, The International Herald Tribune, Front Linee UN Chronicle.

### Morte
È morta il 1º settembre 2021 a 81 anni.

## Vita privata
Fu sposata in prime nozze con Giorgio Falck. Si sposò una seconda volta con Urbano Cairo.
Ebbe tre figli: Giovanni (morto nel 1993 a 27 anni dopo una immersione all'isola d'Elba), Guia e Jacaranda (avuta da una relazione con Carlo Caracciolo).

## Opere
- Anna Cataldi, Sarajevo. Voci da un assedio, Milano, Baldini e Castoldi, 1993, ISBN 978-88-85988-78-1.
- Anna Cataldi e Giorgio Baravalle (a cura di), Cinquant'anni dopo. 1948-1998 Dichiarazione universale dei diritti umani, introduzione di Kofi Annan; testi di Nadine Gordimer, Dominique Lapierre, Claudio Magris, Max Perutz, John Polanyi e Desmond Tutu; fotografie dell'agenzia Magnum Photos, Milano, Arnoldo Mondadori Editore, 1998, ISBN 978-88-04-46064-0.